# 10 mars en sport
10 février 10 avril
Chronologies thématiques
- Croisades
- Ferroviaires
- Disney

Le 10 mars (69e jour de l'année ou 70e en cas d'année bissextile) en sport.

## Événements

### XIXesiècle
- 1858 :
  - (Baseball) : fondation à New York de la National Association of Base Ball Players[1].
- 1879 :
  - (Rugby à XV) : match nul entre l’Angleterre et l’Écosse à Édimbourg[2].
- 1883 :
  - (Football) : à Sheffield (Bramall Lane), l'Écosse bat l'Angleterre 2-3 devant 7 000 spectateurs.
- 1888 :
  - (Football) : à Édimbourg (Easter Road Park), l'Écosse s'impose 5-1 face au pays de Galles devant 7 000 spectateurs.
  - (Rugby à XV /Tournoi britannique) : l'Écosse l'emporte sur l'Irlande sur le score de 1-0 à Édimbourg[3]. Le Tournoi britannique n'est pas terminé à cause du boycott de l'Angleterre par les trois autres équipes, la fédération anglaise ne voulant pas s'affilier au récent International Rugby Football Board.

### XXesièclede1901à1950
- 1901 :
  - (Football) : fondation du club français de football du Stade rennais.
- 1905 :
  - (Football) : fondation du club anglais de football : Chelsea CF
- 1923 :
  - (Football) : fondation du club espagnol de football de Villarreal CF.
- 1925 :
  - (Football) : fondation du club grec de football d'Olympiakos Le Pirée.

### XXesièclede1951à2000
- 1991 :
  - (Formule 1) : Grand Prix automobile des États-Unis.
- 1996 :
  - (Formule 1) : Grand Prix automobile d'Australie.

### XXIesiècle
- 2006 :
  - (Hockey sur glace) : Evgeni Nabokov, le gardien de but des Sharks de San José, devient le 7e gardien de but de l'histoire à marquer un but, dans une victoire de 7-4 des siens sur les Canucks de Vancouver. Il devint du même coup le premier gardien européen et le premier gardien en supériorité numérique à marquer un but.
- 2014 :
  - (Jeux paralympiques /JP d'hiver) : à Sotchi, 3e jour de compétition. Voir - 10 mars aux Jeux paralympiques d'hiver de 2014
- 2018 :
  - (Jeux paralympiques /JP d'hiver) : à Pyeongchang, en Corée du Sud, premier jour de compétition. .
  - (Rugby à XV /Tournoi féminin) : au Stade des Alpes de Grenoble, la France s'impose face à l'Angleterre 18 - 17.
  - (Rugby à XV /Tournoi masculin) : au Aviva Stadium de Dublin, l'Irlande s'impose face l'Écosse 28 - 8 et au Stade de France de Saint-Denis, la France s'impose face à l'Angleterre 22 - 16.
- 2024 :
  - (Rugby à XV /Tournoi masculin) : au Millennium Stadium de Cardiff, la France bat le pays de Galles 45-24.

## Naissances

### XIXesiècle
- 1850 :
  - Spencer Gore, joueur de tennis anglais. Vainqueur du Tournoi de Wimbledon 1877. († 19 avril 1906).
- 1852 :
  - Léon Moreaux, tireur sportif français. Médaillé d'argent du 25m pistolet feu rapide 60 coups et du 50m pistolet d'ordonnance par équipes puis de bronze du Rifle libre par équipes aux Jeux de Paris 1900. Champion du monde de tir Rifle d'ordonnance 300m couché et du Rifle libre par équipes 1898. († 11 novembre 1921).
- 1856 :
  - Jules-Albert de Dion, homme politique, pionnier de l'industrie automobile puis pilote de courses automobile français. († 19 août 1946).
- 1866 :
  - Jules Marcadet, haut-fonctionnaire et dirigeant sportif français. Fondateur du Stade français et de l'USFSA. († 15 août 1959).
- 1870 :
  - Henri Arthus, skipper français. Médaillé de bronze du 6m aux Jeux de Londres 1908. († 12 août 1962).
- 1877 :
  - Émile Sarrade, joueur de rugby à XV et tireur à la corde français. Champion olympique en rugby à XV et médaillé d'argent au tir à la corde aux Jeux de Paris 1900. († 14 octobre 1953).
- 1898 :
  - Wavell Wakefield, joueur de rugby à XV anglais. Vainqueur du Tournoi des Cinq Nations 1920 puis des Grand Chelem 1921, 1923 et 1924. (31 sélections en équipe d'Angleterre). († 12 août 1983).

### XXesièclede1901à1950
- 1908 :
  - Kristjan Palusalu, lutteur de gréco-romaine et de libre estonien puis soviétique. Champion olympique des +87 kg en gréco-romaine et en libre aux Jeux de Berlin 1936. Champion d'Europe de lutte de gréco-romaine des +87 kg 1937. († 17 juillet 1987).
- 1909 :
  - André Bonin, fleurettiste français. Champion olympique par équipes aux Jeux de Londres 1948. († 7 septembre 1998).
  - Federico Ezquerra, cycliste sur route espagnol. Vainqueur du Tour de Catalogne 1942. († 30 janvier 1986).
- 1911 :
  - René Carrière, pilote de course automobile français. († 22 mars 1982).
- 1912 :
  - Paul Janes, footballeur puis entraîneur allemand. (71 sélections en équipe d'Allemagne). († 12 juin 1987).
- 1927 :
  - Jupp Derwall, footballeur puis entraîneur allemand. Champion d'Europe de football 1980. (2 sélections en équipe d'Allemagne). Sélectionneur de l'équipe d'Allemagne. († 26 juin 2007).
- 1928 :
  - Virgil Akins, boxeur américain. Champion du monde de boxe poids welters du 6 juin 1958 au 5 décembre 1958. († 22 janvier 2011).
- 1930 :
  - Sándor Iharos, athlète de fond et demi-fond hongrois. Détenteur du Record du monde du 10 000 m du 15 juin 1956 au 11 septembre 1956 et du 1 500 m du 28 juillet 1955 au 3 août 1956. († 24 janvier 1996).
- 1936 :
  - Sepp Blatter, dirigeant de football suisse. Président de la FIFA du 8 juin 1998 au 21 décembre 2015.
- 1940 :
  - LeRoy Ellis, basketteur américain. († 2 juin 2012).
- 1946 :
  - Hiroshi Fushida, pilote de course automobile japonais.
  - Gianni Giudici, pilote de course automobile italien.
- 1948 :
  - Jean-Pierre Adams, footballeur français. (22 sélections en équipe de France). († 6 septembre 2021).

### XXesièclede1951à2000
- 1950 :
  - Bernard Giroux, journaliste sportif et copilote automobile français. († 23 août 1987).
- 1951 :
  - Jacques Rousseau, athlète de sauts français. Champion d'Europe d'athlétisme de la hauteur 1978. († 14 février 2024).
- 1955 :
  - Giana Romanova, athlète de demi-fond et de fond soviétique puis russe. Championne d'Europe d'athlétisme du 1 500 m 1978. Championne du monde de cross-country par équipes 1980.
  - Toshio Suzuki, pilote de course automobile japonais.
- 1964 :
  - Anton Polster, footballeur autrichien. (95 sélections en équipe d'Autriche).
- 1965 :
  - Rod Woodson, joueur de foot U.S américain.
- 1969 :
  - József Szabó, nageur hongrois. Champion olympique du 200m brasse aux Jeux de Séoul 1988. Champion du monde de natation du 200m brasse 1986. Champion d'Europe de natation du 200m brasse 1987.
- 1975 :
  - Jean-Charles Skarbowsky, boxeur de Muay-thaï français.
  - Lyne Bessette, cycliste sur route et cyclocrosswoman canadienne.
- 1980 :
  - Julien Jeanpierre, joueur de tennis français.
- 1981 :
  - Samuel Eto'o, footballeur hispano-camerounais. Champion olympique aux Jeux de Sydney 2000. Champion d'Afrique de football 2000 et 2002. Vainqueur des Ligue des champions 2006, 2009 et 2010. (116 sélections avec l'équipe du Cameroun).
- 1982 :
  - Kwame Brown, basketteur américain.
- 1983 :
  - Étienne Boulay, canadien, joueur de foot canadien.
  - Antoine Jordan, basketteur américain.
- 1985 :
  - Lassana Diarra, footballeur franco-malien. (34 sélections avec l'équipe de France).
  - Lolíta Lýmoura, basketteuse grecque. (85 sélections en équipe de Grèce).
  - Victor Stancescu, hockeyeur sur glace helvético-roumain.
  - Morgan Uceny, athlète de demi-fond américaine.
- 1987 :
  - Vavřinec Hradilek, kayakiste tchèque. Médaillé d'argent du slalom monoplace aux Jeux de Londres 2012. Champion du monde de kayak du slalom  par équipes 2009, du slalom monoplace 2013, par équipes 2015 et en extrême 2017. Champion d'Europe de kayak du slalom monoplace 2013, du slalom par équipes 2016, 2019 et 2021.
  - Tuukka Rask, hockeyeur sur glace finlandais. Médaillé de bronze aux Jeux de Sotchi 2014.
  - Teddy Trabichet, hockeyeur sur glace français.
- 1988 :
  - Hana Čutura, volleyeuse croate. (23 sélections en équipe de Croatie).
  - Erika Kinsey, athlète de sauts en hauteur suédoise.
  - Quincy Pondexter, basketteur américain.
  - Ivan Rakitić, footballeur helvético-croate. Vainqueur des Ligue Europa 2014 et 2023 ainsi que de la Ligue des champions 2015. (106 sélections avec l'équipe de Croatie).
  - Magali Rousseau, nageuse française.
- 1989 :
  - Etrit Berisha, footballeur albano-suédois. (80 sélections avec l'équipe d'Albanie).
  - Fábio Chiuffa, handballeur brésilien. (171 sélections en équipe du Brésil).
  - Maxime Gonalons, footballeur français. (8 sélections en équipe de France).
  - Mike Tadjer, joueur de rugby à XV franco-portugais. (36 sélections avec l'équipe du Portugal).
- 1990 :
  - Iván López, athlète de demi-fond chilien.
  - Luke Rowe, cycliste sur route britannique.
- 1991 :
  - Marco Bizot, footballeur néerlandais. (1 sélection en équipe des Pays-Bas).
  - Marko Panić, handballeur bosnien. (68 sélections en équipe de Bosnie-Herzégovine).
- 1993 :
  - Nakibou Aboubakari, footballeur franco-comorien. (8 sélections avec l'équipe des Comores).
  - Jack Butland, footballeur anglais. (9 sélections en équipe d'Angleterre).
  - Tatiana Calderón, pilote de course automobile colombienne.
  - Scott Harrington, hockeyeur sur glace canadien.
  - Alassane Pléa, footballeur franco-malien. (1 sélection avec l'équipe de France).
- 1994 :
  - Romane Miradoli, skieuse alpine française.
  - Nikita Parris, footballeuse anglaise. Championne d'Europe féminine de football 2022. Victorieuse de la Ligue des champions féminine 2021. (71 sélections en équipe d'Angleterre).
  - Lucas Rougeaux, footballeur français.
- 1995 :
  - Marie Batomene, joueuse de badminton française.
  - Zach LaVine, basketteur américain. Champion olympique aux Jeux de Tokyo 2020. (6 sélections en équipe des États-Unis).
- 1997 :
  - Belinda Bencic, joueuse de tennis suisse. Championne olympique en simple et médaillée d'argent en double aux Jeux de Tokyo 2020
  - Emil Nielsen, handballeur danois. Champion olympique aux Jeux de Paris 2024. Champion du monde masculin de handball 2021 et 2025. (50 sélections en équipe du Danemark).
  - Angela Salvadores, basketteuse espagnole.
  - Martin Velkovski, handballeur macédonien. (6 sélections en équipe de Macédoine du Nord).
- 1998 :
  - Morgan Guilavogui, footballeur franco-guinéen. (21 sélections avec l'équipe de Guinée).
- 1999 :
  - Jiuta Wainiqolo, joueur de rugby à XV et à sept fidjien. Champion olympique aux Jeux de Tokyo 2020. Vainqueur du Challenge Cup 2023. (13 sélections avec l'équipe nationale de rugby à XV et 6 avec celle à sept).

### XXIesiècle
- 2006 :
  - Mike Themsen, footballeur danois.

## Décès

### XXesièclede1901à1950
- 1925 :
  - Meyer Prinstein, 46 ans, athlète de saut américain. Champion olympique du triple saut et médaillé d'argent de la longueur aux Jeux de Paris 1900 puis champion olympique de la longueur et du triple saut aux Jeux de Saint-Louis 1904. (° 22 décembre 1878).

### XXesièclede1951à2000
- 1953 :
  - Arthur Berry, 65 ans, footballeur puis dirigeant sportif anglais. Champion olympique aux Jeux de Londres 1908 et aux Jeux de Stockholm 1912. (1 sélection en équipe nationale). (° 3 janvier 1888).
- 1963 :
  - André Maschinot, 59 ans, footballeur français. (5 sélections en équipe de France). (° 28 juin 1903).
- 1969 :
  - Fernand Gonder, 85 ans, athlète de saut à la perche français. (° 12 juin 1883).
- 1988 :
  - Glenn Cunningham, 78 ans, athlète de demi fond américain. Médaillé d'argent du 1 500 m aux Jeux de Berlin 1936. (° 4 août 1909).
- 1992 :
  - Enrico Mollo, 78 ans, cycliste sur route italien. Vainqueur du Tour de Lombardie 1935. (° 24 juillet 1913).

### XXIesiècle
- 2003 :
  - Barry Sheene, 52 ans, pilote moto britannique. Champion du monde 500cm³ de vitesse moto 1976 et 1977. (23 victoires en Grand Prix). (° 11 septembre 1950).
  - Ottorino Volonterio, 85 ans, pilote de courses automobile suisse. (° 7 décembre 1917).
- 2007 :
  - Ernie Ladd, 68 ans, joueur de foot US américain. (° 28 novembre 1938).
- 2012 :
  - Julio César González, 35 ans, boxeur mexicain. Champion du monde poids mi-lourds de boxe du 18 octobre 2003 au 17 janvier 2004. (° 30 juillet 1976).
- 2014 :
  - Georges Lamia, 80 ans, footballeur français. (7 sélections en équipe de France). (° 14 mars 1933).
  - Rob Williams, 53 ans, basketteur américain. (° 5 mai 1961).
- 2017 :
  - Maurice Lusien, 90 ans, nageur français. Médaillé d'argent du 200m brasse aux CE de natation 1950. (° 17 août 1926).
  - John Surtees, 83 ans, pilote de moto et pilote de F1 britannique. Champion du monde de vitesse moto en 500cm³ 1956 puis champion du monde de vitesse moto 350 et 500cm³ 1958, 1959 et 1960. Champion du monde de Formule 1 1964. (38 victoires en Grand Prix moto et 6 en Grand Prix de F1). (° 11 février 1934).